# Jill Kintner
Jill Kintner   (Burien, 24 d'octubre de 1981) és una ciclista estatunidenca que especialitzada en el ciclisme de muntanya i en el BMX professional nord-americà "Mid School" i corredor professional de mountain cross (quatre o 4X). Els seus anys competitius van ser del 1995 al 2002, del 2007 al 2008 en BMX, del 2004 al 2009 en cross de muntanya i del 2010 fins al present en bicicleta de muntanya de descens. Va canviar a la disciplina de cross de muntanya a temps complet després de la seva retirada de BMX a principis de la temporada 2004).
En el ciclisme de muntanya, concretament en el Four Cross, ha guanyat sis medalles, tres d'elles d'or, als Campionats del món.
En BMX destaca la medalla de bronze aconseguida als Jocs Olímpics de Pequín de 2008.

## Palmarès ciclisme de muntanya
- 2005
  -  Campiona del món en Four Cross
  - 1a a la Copa del món en Four Cross
- 2006
  -  Campiona del món en Four Cross
  - 1a a la Copa del món en Four Cross
- 2007
  -  Campiona del món en Four Cross

## Palmarès BMX
- 2008
  -  Medalla de bronze als Jocs Olímpics de Pequín en BMX